# Stapari
Stapari (en serbe cyrillique : Стапари) est un village de Serbie situé sur le territoire de la Ville d'Užice, district de Zlatibor. Au recensement de 2011, il comptait 880 habitants.

## Histoire
Sur le territoire de l'actuel village de Stapari, les archéologues ont mis au jour des vestiges remontant au Néolithique ; situé à 11 km de la ville d'Užice dans la vallée de la Đetinja, le site se trouve sur la colline Velika gradina ; on y a retrouvé des objets caractéristiques de la culture de Vinča-Turdas (5500-4500), haches de pierre, manches de haches, céramiques, ainsi que d'autres objets datant de la culture plus ancienne de Starčevo (6200-5200) et d'autres encore datant de la culture plus récente de Vučedol (3000-2200), appartenant au Chalcolithique ; cette durée dans le peuplement préhistorique en fait un des sites les plus riches et les plus importants de l'ouest de la Serbie. Remontant à l'âge du fer, des fibules ont également été découvertes à Stapari.

## Démographie

### Évolution historique de la population
| 1948  | 1953  | 1961  | 1971  | 1981  | 1991  | 2002 | 2011 |
| ----- | ----- | ----- | ----- | ----- | ----- | ---- | ---- |
| 1 982 | 1 890 | 1 834 | 1 608 | 1 404 | 1 181 | 974  | 880  |

|  |